# Agostinho Gomes

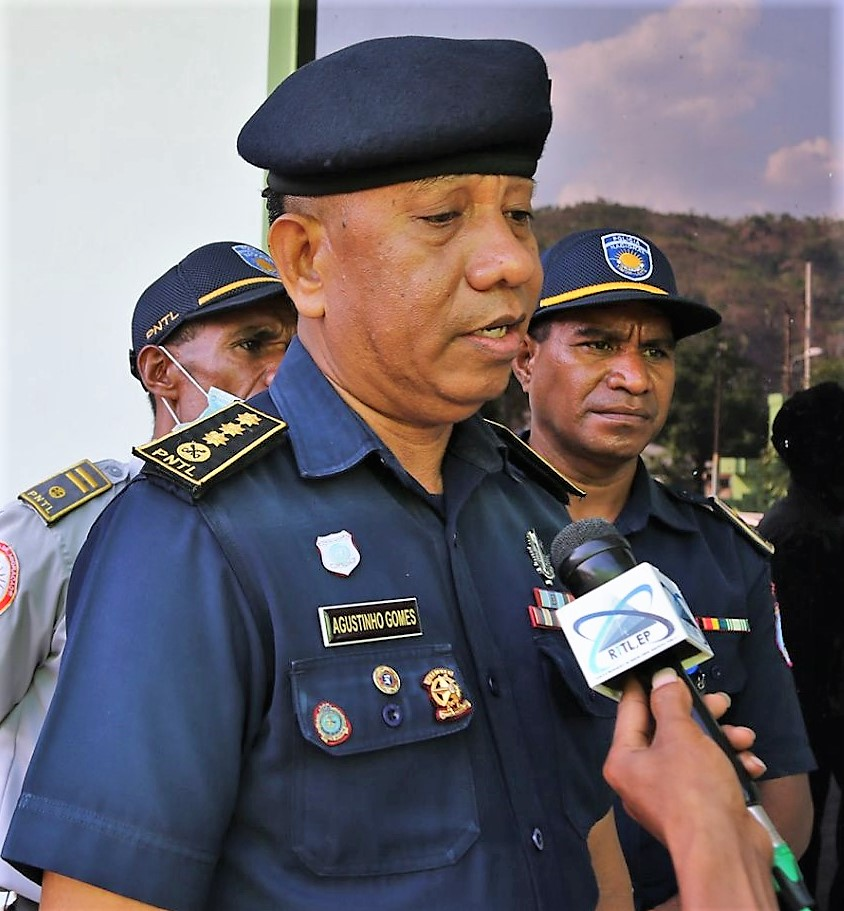
Agostinho Gomes (2020)

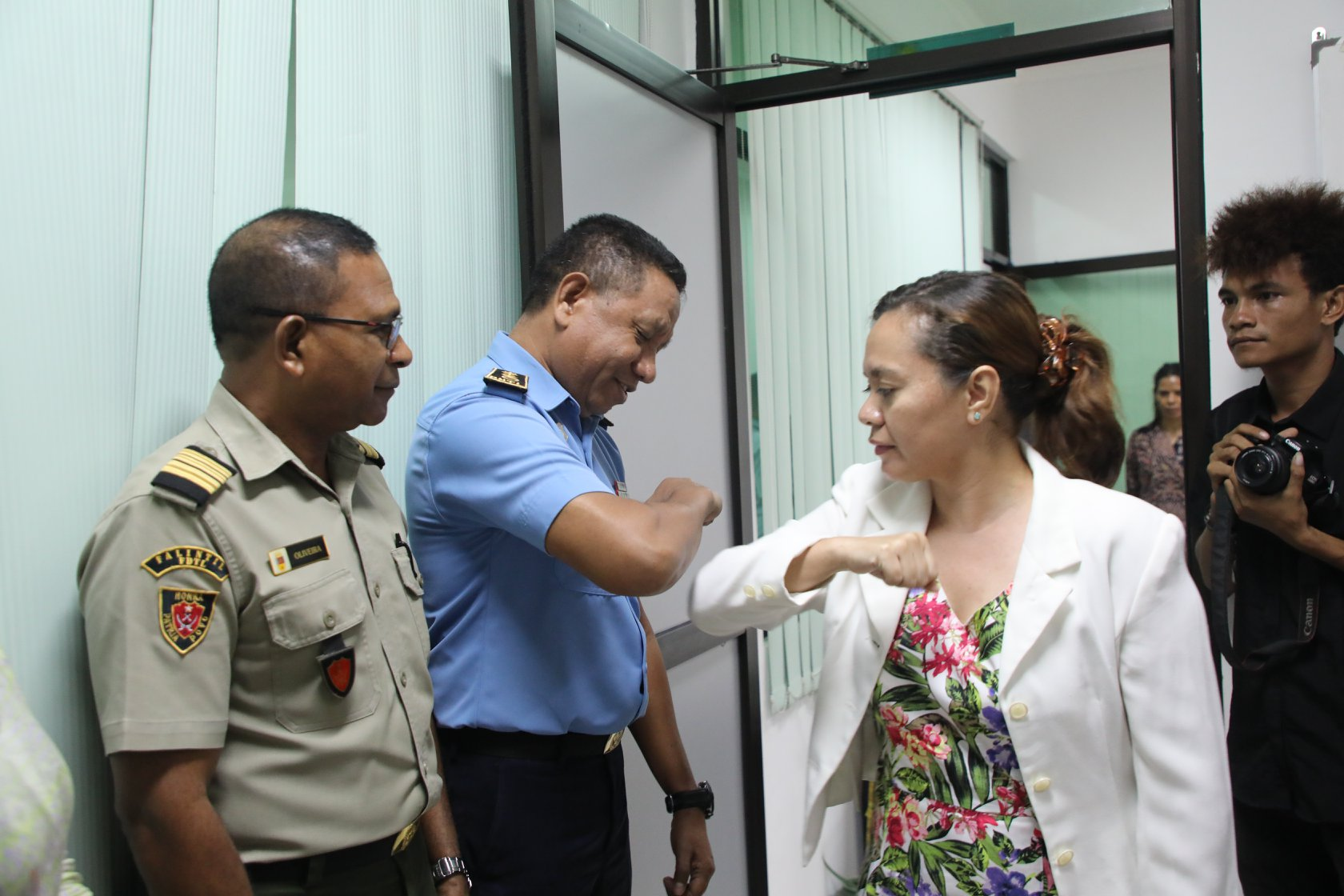
Agostinho Gomes beim Corona-Gruß mit Vize-Gesundheitsministerin Amaral

Agostinho Gomes da Silva ist ein osttimoresischer Polizeibeamter. Er hat den Rang eines Superintendente inne.

## Werdegang
Von 2009 bis 2013 war Gomes Kommandant der Unidade de Patrulhamento de Fronteira. Danach war er Polizeichef der Gemeinde Manufahi. Dem folgte von 2019 bis 2020 das Amt des Generaldirektors des Serviço de Migração de Timor-Leste. Im Juli 2020 wurde Gomes Polizeichef der Gemeinde Ermera. Seit 2024 ist Gomes Polizeichef der Gemeinde Bobonaro.

## Ehrungen
Am 18. März 2011 wurde Gomes die Medalha Solidariedade de Timor-Leste verliehen.